# The Mighty Boosh
The Mighty Boosh er en britisk kult-komedieserie skabt af komikerne Julian Barratt og Noel Fielding.
Generelt sagt handler serien om to venner Vince Noir (Noel Fielding) og Howard Moon (Julian Barratt), som tager på en række magiske og surrealistiske eventyr. Dette bliver ofte gjort i følgeskab med shamanen Naboo (Mike Fielding) og gorillaen Bollo (fra anden sæson spillet af Dave Brown). I flere forskellige roller ses den amerikanske komiker Rich Fulcher, nok bedst kendt for rollen som Bob Fossil, der blandt andet bestyrer den zoologiske have The Zoonivers i første sæson.
Der er indtil videre blevet lavet tre sæsoner af serien, som alle er blevet vist på den britiske tv-kanal BBC Three (den første sæson blev også vist på DR2). Oprindelig begyndte The Mighty Boosh som en række scene-shows, The Mighty Boosh (1998), Arctic Boosh (1999) og Auto Boosh (2000), der blev opført på diverse stand up-steder og mindre teatre. Senere blev det også et serie radiohørespil.

## Stil
The Mighty Boosh spiller meget på den surrealistiske humor, men blander den ofte med mere "konventionel" humor, så det sjældent går hen og bliver helt sort. 

## Etymologi
Navnet The Mighty Boosh stammer fra Mike Fieldings spanske barndomsven, der kommenterede på Mikes krøllede hår som barn med udtrykket: "You've got a mighty bush!". Hans accent fik det til at lyde som "boosh" og dette fandt Noel for et meget passende navn til deres show.